# 安德烈·勒诺特尔
安德烈·勒诺特尔（法語：André Le Nôtre，法語發音：[ɑ̃dʁe lə notʁ]；1613年3月12日—1700年9月15日），出生于法国巴黎的宫廷园林设计世家，法国国王路易十四的首席园林设计师，设计建造了凡尔赛宫，被誉为“皇家造园师与造园师之王”。

## 生平
1613年，出生于巴黎园林设计世家。
1657年，被任命为法国皇家建筑、艺术、手工坊总监。
1675年，受封爵位。
1700年，在巴黎去世。

## 设计作品
- 沃子爵城堡（1661年，Vaux-le-Vicomte）
- 枫丹白露（1660年，Fontainebleau）
- 圣日耳曼（1663年，Saint-Germain）
- 圣克洛（1665年，Saint-Cloud）
- 尚蒂伊（1665年，Chantilly）
- 丢勒里（1669年，Tuileries）
- 索园（1673年，Sceaux）